# Теорія лабораторного витоку COVID-19

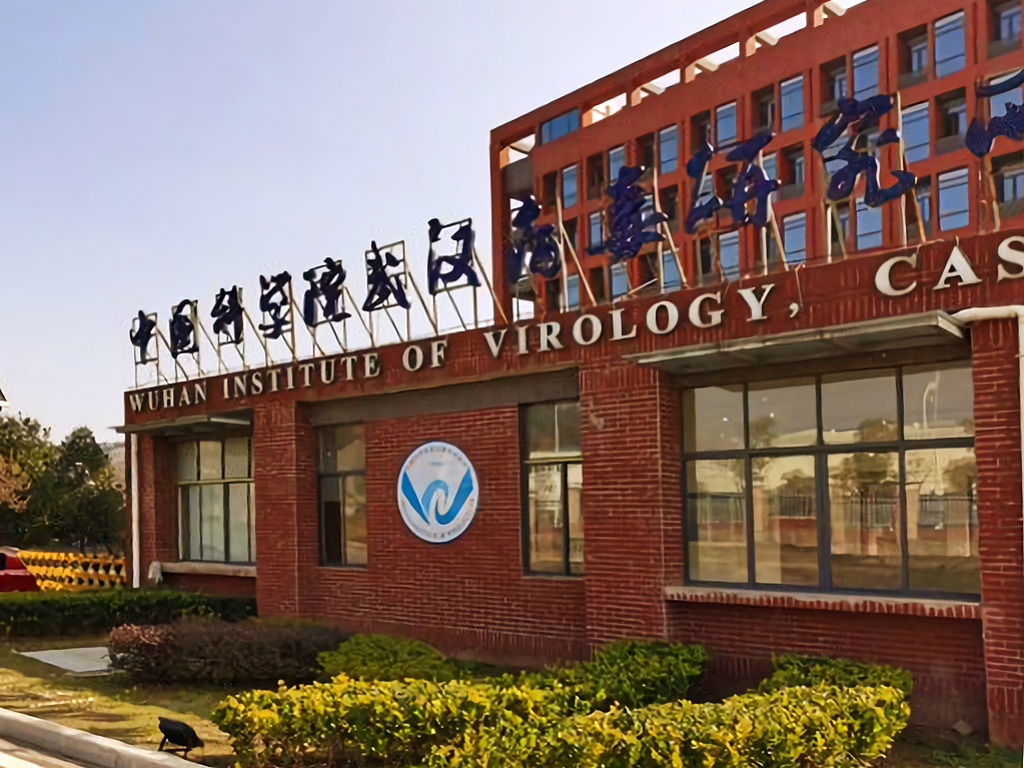
Уханьський інститут вірусології

Теорія лабораторного витоку COVID-19 або гіпотеза лабораторного витоку — це ідея про те, що SARS-CoV-2, вірус, який спричинив пандемію коронавірусної хвороби, походить із лабораторії. Це твердження є дуже суперечливим; більшість вчених вважають, що вірус поширився в людській популяції внаслідок природного зоонозу (передача безпосередньо від інфікованої тварини до людини), подібно до спалахів SARS-CoV і MERS-CoV, і узгоджується з перебігом інших пандемій в історії людства. Наявні дані свідчать про те, що носіями вірусу SARS-CoV-2 спочатку були кажани, і він поширився на людей від інфікованих диких тварин, які функціонували як проміжні господарі, з ринку морепродуктів Хуанань в Ухані в грудні 2019 року. Як потенційні проміжні господарі були визначені кілька видів тварин-кандидатів. Немає жодних доказів існування SARS-CoV-2 в будь-якій лабораторії до пандемії, або того, що в будь-якій лабораторії траплялися будь-які підозрілі випадки порушення біозахисту.
Багато запропонованих сценаріїв витоку з лабораторії характерні для теорій змови. Головним з цього для багатьох є недоречна підозра щодо близькості спалаху до вірусологічного інституту, який вивчає коронавіруси, Уханьського інституту вірусології. У більшості великих китайських міст є лабораторії, які вивчають коронавіруси, і спалахи вірусів зазвичай починаються в сільській місцевості, але вперше їх помічають у великих містах. Якщо спалах коронавірусу станеться в Китаї, існує висока ймовірність, що він станеться поблизу великого міста, а отже, поблизу лабораторії, що вивчає коронавіруси. Ідея витоку з уханьської лабораторії також отримала підтримку через секретність проведення заходів проти епідемії китайським урядом. Теорія витоку з лабораторії була описана як расистська та ксенофобська; віра в теорію витоку з лабораторії пов'язана з недовірою до уряду та антикитайськими настроями, і розпалила ці настрої. Вчені з Уханьського інституту вірусології раніше збирали пов'язані з SARS коронавіруси від кажанів у дикій природі, і твердження, що вони також проводили нерозкриту ризиковану роботу з такими вірусами, є центральними для деяких версій ідеї. Деякі версії, зокрема ті, що згадують геномну інженерію, ґрунтуються на дезінформації або спотворенні наукових доказів.
Думка про те, що коронавірус був випущений з лабораторії (випадково чи навмисно), виникла на початку пандемії. Вона набула популярності в США завдяки просуванню консервативними діячами на початку 2020 року, розпалюючи напруженість між США та Китаєм. Вчені та засоби масової інформації рішуче відкинули це як теорію змови. Ідея випадкового витоку відродилася у 2021 році. У березні Всесвітня організація охорони здоров'я (ВООЗ) опублікувала звіт, у якому назвала таку можливість «надзвичайно малоймовірною», хоча генеральний директор ВООЗ заявив, що ці висновки не були остаточними. Подальші плани перевірок лабораторій були відхилені Китаєм.
Більшість вчених скептично відносяться щодо можливості лабораторного походження, посилаючись на відсутність будь-яких підтверджуючих доказів лабораторного витоку та велику кількість доказів на підтримку зоонозів. Хоча деякі вчені погоджуються, що витік даних з лабораторії слід розглядати в рамках поточних розслідувань, політизація цієї теорії залишається проблемою. У липні 2022 року дві статті, опубліковані в «Science», описали нові епідеміологічні та генетичні докази, які свідчать про те, що пандемія, ймовірно, почалася на оптовому ринку морепродуктів Хуанань, а не походила з лабораторії.

## Передумови
Основна гіпотеза походження SARS-CoV-2 полягає в тому, що він стає заразним для людей через природне поширення (зооноз). Те, що він став заразним для людей внаслідок витоку з лабораторії, де його досліджували, є позицією меншості. Наявні докази підтверджують зооноз. Хоча походження SARS-CoV-2 остаточно невідоме, аргументи, які використовуються на підтримку лабораторного витоку, характерні для конспірологічного мислення.

### Зоонози
Більшість нових інфекційних хвороб починаються з передачі від тварин, і, крім того, вони поширюються спонтанно (або через контакт із дикими тваринами, що складає більшість випадків, або з тваринами, вирощеними на фермах). Наприклад, поява вірусу ніпа у штаті Перак в Малайзії, і спалах SARS-CoV у провінції Гуандун в Китаї у 2002 році, були природним зоонозом, який простежується в дикій природі. Вчені вважають, що COVID-19 «імовірно походить від тварин». Її класифікували як зоонозну хворобу (природно передається від тварин до людини). Деякі вчені заперечують цю класифікацію, оскільки природне походження не підтверджено. Початкове джерело передачі вірусу людині залишається неясним, так само як і те, чи став вірус патогенним (здатним викликати захворювання) до або після факту поширення вірусу.
Кажани є великим резервуаром бетакоронавірусів, і вважаються найбільш вірогідним природним резервуаром SARS‑CoV‑2. Відмінності між коронавірусами кажанів і SARS-CoV-2 дають можливість припустити, що люди могли бути інфіковані через проміжного хазяїна. Дослідження природного резервуару вірусу, який спричинив спалах SARS у 2002 році, призвело до виявлення багатьох коронавірусів, схожих на SARS, що циркулюють у кажанів, більшість з яких виявлено у підковиків. Аналіз показує, що вірус, зібраний у Rhinolophus affinis у печері поблизу міста Тонгуань у провінції Юньнань, позначений RaTG13, має 96 % схожість із SARS-CoV-2. Геном вірусу RaTG13 був найближчою відомою послідовністю до SARS-CoV-2 до відкриття BANAL-52 у підковиків у Лаосі, хоча він не зовсім є його прямим предком. Інші близькоспоріднені послідовності також були ідентифіковані у зразках місцевих популяцій кажанів у провінції Юньнань. Один із таких вірусів, RpYN06, має 97 % ідентичності з SARS-CoV-2 в одній великій частині свого геному, та 94 % ідентичності в цілому. Такі «фрагменти» дуже ідентичних нуклеїнових кислот часто вважаються доказом спільного предка.
Предок SARS-CoV-2, ймовірно, отримав «загальний» зв'язок з декількома різними видами через адаптивну еволюцію кажанів і проміжного виду-господаря. Оцінки, засновані на геномних послідовностях і відстеженні контактів, встановили точку переходу SARS-CoV-2 на людей між серединою жовтня та серединою листопада 2019 року. Дехто з вчених (таких як Ентоні Фаучі та Роже Фрутос із Французького сільськогосподарського науково-дослідного центру міжнародного розвитку) припустили, що повільна, непомітна циркуляція у меншій кількості людей до того, як порогова подія (така як реплікація у більшій кількості хостів у великому місті, зокрема Ухань) може пояснити невиявлений період адаптації.
Перші відомі випадки зараження людини SARS-CoV-2 були виявлені в Ухані в Китаї в грудні 2019 року. Оскільки багато з перших інфікованих були працівниками ринку морепродуктів Хуанань, спочатку припускали, що вірус міг походити від диких тварин, які продаються на ринку, включаючи циветових, єнотоподібних собак, кажанів або панголінів. Подальший аналіз навколишнього середовища виявив присутність SARS-CoV-2 на ринку, з найбільшою поширеністю в районах ринку, де утримувалися тварини, відомі як джерела інфекції SARS-CoV-2. Ранні випадки захворювання людей групувалися навколо ринку та включали інфікування з двох окремих ліній SARS-CoV-2. Ці дві лінії показали, що вірус активно заражав популяцію тварин на ринку, і що постійний контакт між цими тваринами та людьми сприяв численній передачі вірусу людям. Проте в той час, як інших диких тварин, сприйнятливих до інфекції SARS-CoV-2, як відомо, продавали на ринку Хуанань, кажанів і панголінів на ринку не продавали.

### Уханьський інститут вірусології

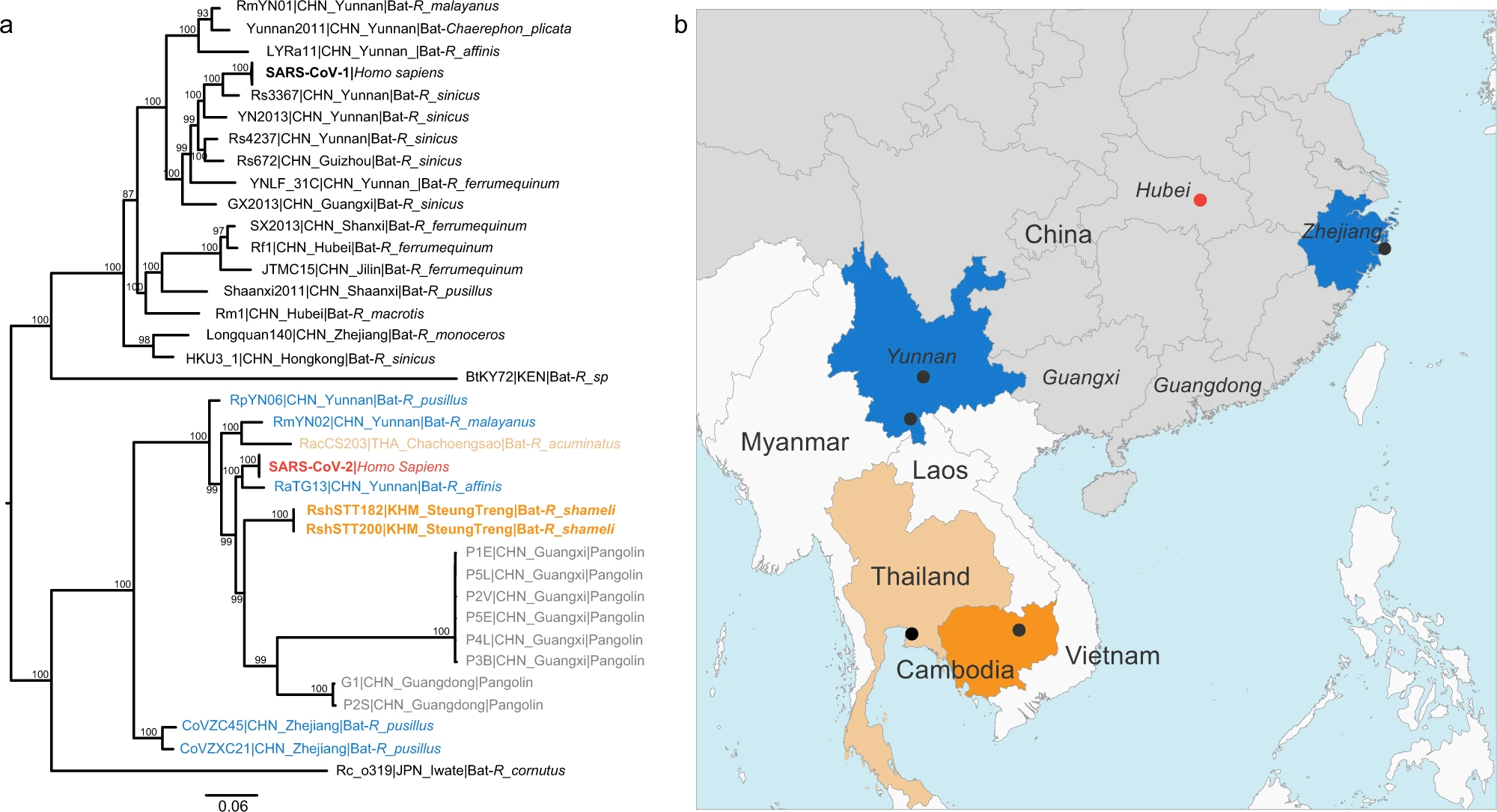
Філогенетичне дерево SARS-CoV-2 і близькоспоріднених бетакоронавірусів (ліворуч) і їх географічне походження (праворуч)

Уханьський інститут вірусології та Уханьський центр контролю захворювань розташовані за кілька кілометрів від початкового осередку пандемії, оптового ринку морепродуктів Хуанань в Ухані, і саме ця близькість полегшила утвердження теорій змови, які припускають, що лабораторія повинна бути джерелом вірусу. Однак вірусологічні лабораторії часто будують поблизу місць потенційного спалаху. Прихильники теорії витоку з лабораторії зазвичай не згадують, що у більшості великих китайських міст є лабораторії з дослідження коронавірусів. Спалахи вірусу, як правило, починаються в сільській місцевості, але спочатку помічаються у великих містах. Австралійський психолог Стефан Левандовскі та його колеги пишуть, що саме по собі місце розташування інституту є «буквально випадковим» і використання його як апріорного доказу витоку з лабораторії символізує різновид поєднаної помилки, яка часто спостерігається, живлячи переконання теоретиків змови.
Уханьський інститут вірусології проводив дослідження коронавірусів кажанів, схожих на SARS, з 2005 року, і брав участь в експериментах 2015 року, які деякі експерти (зокрема Річард Ебрайт ) охарактеризували як експерименти з посилення функції . Інші експерти (включаючи Ральфа Баріка) заперечували характеристику, вказуючи на те, що експерименти, про які йде мова (за участю химерних вірусів), проводилися не в уханьському інституті, а в Університеті Північної Кароліни в Чапел-Гілл, чий інституційний комітет з біобезпеки оцінив експерименти не як експеримент з посилення функції. Барік визнав ризики, пов'язані з такими дослідженнями, написавши: «Наукові експертні комісії можуть вважати, що подібні дослідження, що створюють химерні віруси на основі циркулюючих штамів, є занадто ризикованими для подальшого… Потенціал підготовки та пом'якшення майбутніх спалахів слід зважити проти ризику створення більш небезпечних патогенів».
Той факт, що лабораторія знаходиться в Ухані — місті, де стався перший спалах пандемії, і той факт, що дослідження у цій лабораторії проводилися за менш суворими рівнями біобезпеки 2 і 3, призвів до припущень, що SARS-CoV-2 міг вийти з лабораторії в Ухані. Річард Ебрайт сказав, що однією з причин, чому інколи використовуються лабораторії нижчого, другого рівня біобезпеки, є вартість і незручність приміщень з високим рівнем захисту. Австралійська вірусолог Даніель Андерсон, яка була останнім іноземним вченим, який відвідав уханьську лабораторію до пандемії, сказала, що лабораторія «працювала так само, як і будь-яка інша лабораторія з високим ступенем захисту». Вона також сказала, що в лабораторії були «суворі протоколи безпеки».. Ринок морепродуктів Хуанань, можливо, служив лише відправною точкою для вірусу, який уже циркулював в Ухані, сприяючи швидкому поширенню спалаху.

### Попередні випадки витоку з лабораторії та теорії змови
Інциденти з витоком з лабораторії вже траплялися в минулому. У 1979 році в радянській дослідницькій установі стався витік сибірки, щонайменше 68 людей померли. Спалах ящуру у Великій Британії у 2007 році був спричинений дірявою трубою в лабораторії з високим рівнем безпеки. Вірус SARS вирвався принаймні один раз, а ймовірно двічі, з лабораторії високого рівня біобезпеки в Китаї.
Про нешкідливі контакти з патогенними мікроорганізмами (які не призводять до інфікування), ймовірно, не повідомляється, враховуючи негативні наслідки таких подій для репутації установи та низький ризик широкого поширення епідемій. Епідеміолог Марк Ліпсіч і бактеріолог Річард Ебрайт сказали, що ризик лабораторно отриманої інфекції (особливо з модифікованими збудниками) більший, ніж прийнято вважати.
Жодна епідемія ніколи не була викликана витоком нового вірусу. Єдиним випадком можливості лабораторного витоку інфекції, яка призвела до епідемії, — це епідемія грипу від 1977 року, яка, ймовірно, була спричинена витоком штаму H1N1, який циркулював природним шляхом до 1950-х років. Попередні спалахи нових захворювань, таких як СНІД, грип H1N1/09, SARS та Ебола, були предметом теорій змови та тверджень про те, що збудник був створений у лабораторії або поширився з неї. Пізніше було загальноприйнято, що кожна з них має природне походження.

## Запропоновані сценарії
Теорія витоку з лабораторії — це не окремий запропонований сценарій, а набір різноманітних запропонованих сценаріїв у спектрі, на одному кінці якого несподіваний витік у результаті законного дослідження; з іншого — розробка та випуск китайської біологічної зброї. Хоча запропоновані сценарії теоретично підлягають дослідженню на основі доказів, незрозуміло, чи можна будь-який з них достатньо сфальсифікувати, щоб заспокоїти прихильників витоку з лабораторії, і вони харчуються псевдонауковими та конспірологічними думками. Немає жодних доказів того, що будь-яка лабораторія мала зразки SARS-CoV-2 або вірогідного вірусу-предка до початку пандемії COVID-19.
Різні джерела висунули гіпотезу, що SARS-CoV-2 міг просочитися з Уханьського інституту вірусології чи іншої лабораторії в Ухані, наприклад Центру контролю захворювань Уханя. Теорії різняться щодо того, був це навмисний вчинок чи нещасний випадок. Теорії також різняться щодо того, чи був вірус модифікований людиною до того, як він потрапив у навколишнє середовище. До січня 2020 року деякі прихильники лабораторних витоків просували наратив із конспірологічними компонентами; такі наративи часто підтримувалися за допомогою «расистських вкидів, які припускають, що епідеміологічні, генетичні чи інші наукові дані були навмисно приховані або змінені, щоб приховати походження вірусу». Американський медичний блогер Девід Горскі посилається на «кричущий антикитайський расизм і ксенофобію, що стоять за теорією витоку з лабораторії, прихильники якої часто приписують мерзенне приховування китайському уряду». Використання ксенофобської риторики також спричинило зростання антикитайських настроїв.
У соціальних мережах набула широкого поширення думка про те, що COVID — це китайська біологічна зброя, і це узгоджується з риторикою про те, як жовта небезпека загрожує білим людям. Історик науки Фред Купер та його колеги пишуть, що у Великій Британії ставлення до китайців уже давно заплямовано ксенофобськими стереотипами. Купер проводив паралель між розповіддю про витік інформації з уханьської лабораторії та махінаціями вигаданого суперлиходія Фу Манчу, який є експертом у «смертоносному застосуванні тварин і біологічних агентів» і який був зображений на телевізійних шоу як такий, що погрожує Заходу смертельними хворобами.

### Випадковий витік природного вірусу
Частина оглядачів припускають, що вірус поширився на людей через випадкове зараження лабораторних працівників під час контакту зі зразком, взятим у дикої тварини, або прямий контакт із твариною, що утримується в неволі, або її респіраторними краплями чи фекаліями. Колишній директор Центрів з контролю та профілактики захворювань Роберт Р. Редфілд заявив у березні 2021 року, що, на його думку, найімовірнішою причиною появи вірусу був витік з лабораторії, що не «передбачає жодної навмисності», і що як вірусолог він не вважав, що це мало біологічний сенс щоб вірус був настільки ефективним у передачі від людини до людини ще від раннього спалаху. Згідно із статтею в «The Guardian», той факт, що вченим не вдалося знайти проміжного хазяїна, який отримав вірус від кажанів і передав його людям, є доказом, який підтверджує витік інформації з лабораторії. CNN опублікувало відповідь Ентоні Фаучі, який сказав, що вірус міг адаптуватися для «ефективного поширення» серед людей двома способами, або «в лабораторії», або через більш імовірну можливість «нижче порогу визначення» поширення в суспільстві, що залишалося непоміченим протягом кількох тижнів або місяців, перш ніж його було вперше клінічно виявлено.
Вірусолог Стівен Голдштейн з Університету Юти розкритикував наукову основу коментарів Редфілда, заявивши, що білок шиповидних відростків SARS-CoV-2 дуже ефективний при переході між господарями, і не слід дивуватися тому, що він ефективно передається між людьми. Голдштейн зазначив, що «якщо людський вірус [такий як SARS-CoV2] може поширюватися серед норок, немає підстав припускати, що вірус кажанів [також SARS-CoV2] не може передаватись серед людей. Ми, люди, можемо думати, що ми дуже особливі, але для вірусу ми просто ще один хазяїн серед ссавців».

#### Дослідження ВООЗ
Глобальне дослідження походження SARS-CoV-2, ініційоване ВООЗ, проведене спільною групою китайських і закордонних вчених і опубліковане у березні 2021 року, оцінило появу внаслідок лабораторного інциденту як «дуже малоймовірне» і не підтверджене жодними наявними доказами, хоча у звіті зазначено, що ця можливість не може можна повністю виключити без додаткових доказів. У звіті зазначено, що передача вірусу людині через проміжну тварину-господаря є найбільш вірогідним поясненням, з найімовірнішим зараженням від кажанів. Походження через ланцюжок поставок харчових продуктів і ринок морепродуктів Хуанань вважалося менш імовірним.
Невелика група дослідників заявила, що вони не будуть довіряти висновкам звіту, оскільки його контролює уряд Китаю, а деякі спостерігачі вважали, що заява ВООЗ передчасна. Інші вчені визнали цей звіт переконливим і заявили, що немає доказів лабораторного походження вірусу.
Генеральний директор ВООЗ Тедрос Аданом Гебреїсус заявив, що команда зіткнулася з труднощами з доступом до необроблених даних про ранні випадки COVID-19, і що найменш вірогідна гіпотеза, витік з лабораторії, потребує додаткового дослідження, оскільки «будуть здійснені додаткові дані та дослідження, потрібні, щоб дійти більш надійних висновків». Керівник слідчої групи ВООЗ Пітер Бен Ембарек, сказав, що «співробітник лабораторії заразився під час роботи в печері, збираючи зразки від кажанів. Хоча такий сценарій є витоком з лабораторії, він також відповідатиме нашій першій гіпотезі прямої передачі вірусу від кажана до людини». Сполучені Штати, Європейський Союз та 13 інших країн розкритикували дослідження, проведене ВООЗ, закликаючи до прозорості з боку китайського уряду та доступу до необроблених даних і оригінальних зразків. Залучені до розробки доповіді ВООЗ вчені, включно з Лян Ваньяном, Джоном Вотсоном і Пітером Дашаком, заперечили критику та сказали, що доповідь є прикладом співпраці та діалогу, необхідних для успішного продовження розслідування цього питання.
15 липня 2021 року генеральний директор ВООЗ Тедрос Аданом Гебреїсус заявив, що теорію про витік даних про лабораторний витік COVID-19 була передчасно відкинута ВООЗ після його попередніх заяв про те, що потенційний витік вимагає «подальшого розслідування, можливо, із залученням додаткових спеціалістів за участю спеціалістів-експертів». Він запропонував другий етап розслідування ВООЗ, який, за його словами, повинен детальніше розглянути ідею витоку з лабораторії, і попросив китайський уряд бути «прозорим» і оприлюднити відповідні дані. Пізніше 17 липня керівник ВООЗ закликав провести «аудит відповідних лабораторій і дослідницьких установ» у районі перших випадків COVID-19. Уряд Китаю відмовився, заявивши, що це виявило «неповагу» та «зарозумілість до науки». США розкритикували позицію Китаю щодо подальшого розслідування походження як «безвідповідальну» та «небезпечну».
У червні 2022 року Наукова консультативна група ВООЗ з походження нових патогенів опублікувала попередній звіт, у якому закликала глибше розслідувати можливість лабораторного витоку. Голова групи сказав на прес-конференції, що «найвагомішим доказом все ще є зоонозна передача». AP описало звіт як «різку зміну» попередньої оцінки ВООЗ, а журнал «Science» описав реакцію вчених як неоднозначну.
На початку 2023 року ВООЗ припинила своє початкове розслідування походження SARS-CoV-2, делегувавши роботу своєму постійному комітету, Науковій консультативній групі з походження нових патогенів. Ця робота буде спрямована на встановлення хронології COVID-19, пошук подібних вірусів і проведення подальших лабораторних досліджень на зразках тварин і людей.

#### Мідний рудник Моцзян
Члени групи інтернет-активістів DRASTIC, які відстоюють теорію витоку з лабораторії, висловили занепокоєння з приводу респіраторного спалаху, який стався навесні 2012 року поблизу покинутої мідної шахти в Китаї, яку розслідувала група під керівництвом Ши Чженлі. Група Ши зібрала зразок вірусної РНК і назвала його RaBtCoV/4991. Пізніше група Ши опублікувала статтю про вірус під назвою «RaTG13» у журналі «Nature» у лютому 2020 року. Завдяки порівнянню послідовностей стало зрозуміло, що «RaBtCoV/4991» і «RaTG13», ймовірно, були одним і тим же вірусом. Ши сказала, що перейменування було зроблено, щоб відобразити місце походження та рік вірусу.
Деякі прихильники теорії, включаючи Ніколаса Вейда та псевдоанонімного члена DRASTIC «TheSeeker268», стверджували, що перейменування було спробою приховати походження вірусу та приховати його зв'язок із лабораторним походженням спорідненого вірусу SARS-CoV-2. Вчені заявили, що RaTG-13 має надто далекий зв'язок, щоб бути пов'язаним із походженням пандемії, і його неможливо змінити в лабораторії для створення SARS-CoV-2 Пізніше журнал «Nature» опублікував додаток до статті про RaTG13 за 2020 рік, у якому йдеться про ймовірний зв'язок із шахтою, у якому Ши каже, що там був зібраний вірус, але він, швидше за все, не був причиною хвороб шахтарів. Згідно з додатком, проведені лабораторні дослідження сироватки крові робітників показали негативний результат, «антитіл до коронавірусу, схожого на SARS, не виявлено».

### Випадкове вивільнення генетично модифікованого вірусу
Одна з теорій змови, яка поширюється на підтримку лабораторного походження, передбачає, що SARS-CoV-2 був розроблений для дослідження посилення функції коронавірусів. Експерти сперечаються щодо точного значення «посилення функції». Згідно із заявами, надісланими електронною поштою директором Центру нових інфекційних захворювань Уханьського інституту вірусології Ши Чженлі, її лабораторія не проводила жодних неопублікованих експериментів посилення функції на коронавірусах, і всі співробітники та аспіранти інституту дали негативний результат тестування на коронавірус у перші дні пандемії.

#### Місце розщеплення FURIN

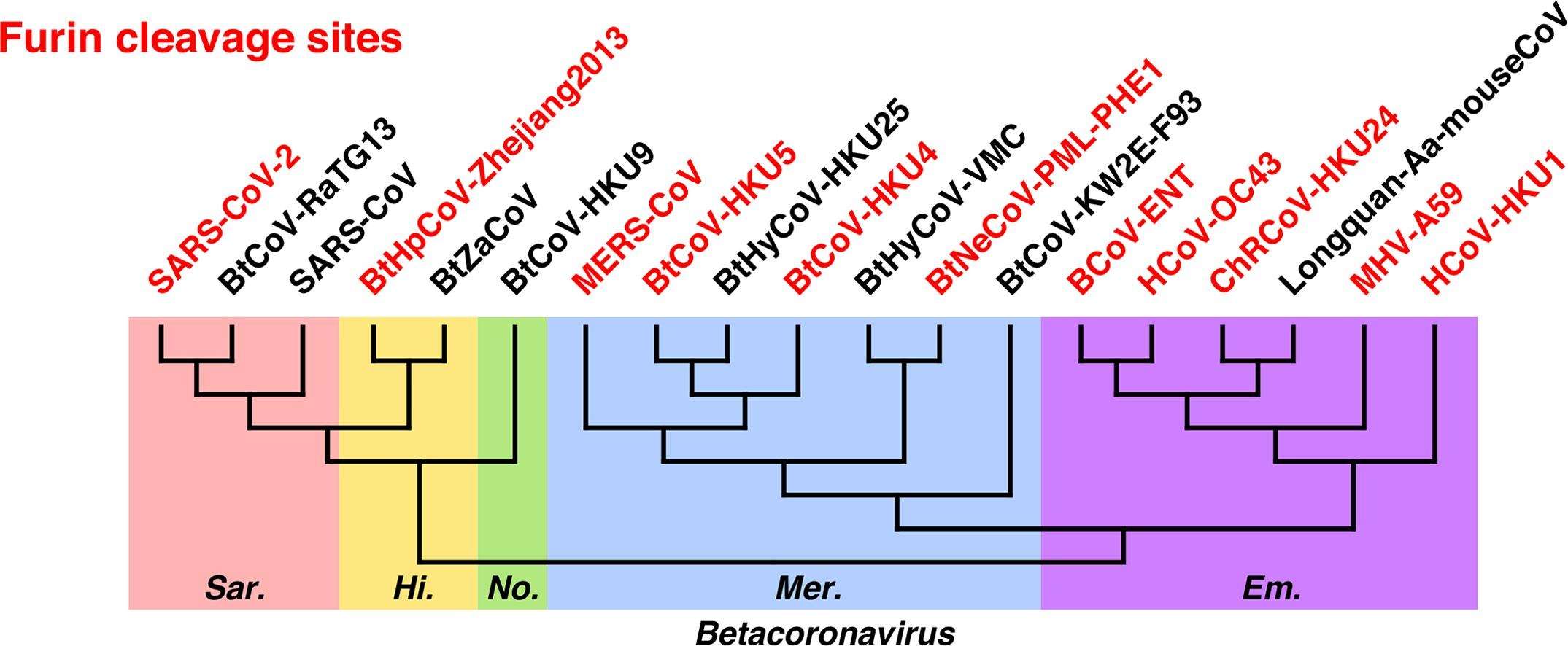
Філогенетичне дерево, що відображає наявність (червоний) або відсутність (чорний) місця розщеплення FURIN в різних бетакоронавірусах. Від У та ін.

Один з аргументів на користь витоку з лабораторії базується на припущенні про те, що в генетичному складі вірусу SARS-CoV-2 є щось «неприродне», що свідчить про те, що він був створений за допомогою генної інженерії. Деякі твердження про біоінженерію зосереджуються на наявності двох послідовних кодонів цитозин-гуанін-гуанін (CGG) у РНК вірусу, точніше в основному місці розщеплення білка FURIN. Кодон CGG є одним із кількох кодонів, які під час трансляції передаються амінокислотою аргінін, і це найменш поширений кодон аргініну в патогенних бетакоронавірусах людини. Частково ця відсутність кодонів CGG у патогенних для людини коронавірусах пояснюється природним відбором; B-лімфоцити в організмі людини розпізнають ділянки на геномі вірусу, де C і G знаходяться поруч (так звані CpG-острівці). Кодон CGG становить 5 % кодонів аргініну в геномі SARS-CoV і 3 % кодонів аргініну в геномі SARS-CoV-2.
Прихильники штучно створеного вірусу, зокрема журналіст Ніколас Вейд, кажуть, що два таких незвичайних кодони поспіль є доказом лабораторного експерименту; через низьку ймовірність того, що пара кодонів CGG зустрічається в природі, і, навпаки, загальне часте використання кодонів CGG для аргініну в роботі з генним матеріалом. Це було спростовано вченими, які зазначали, що кодон CGG також присутній (і навіть частіше) в інших коронавірусах, включаючи MERS-CoV, і те, що кодон рідкісний, не означає, що він не може бути присутнім у природі. Якби кодон CGG був створений у вірусі, він мав би мутувати з вірусу, оскільки він циркулював серед людей у дикій природі протягом кількох років, але сталося навпаки. Фактично, наявність сайту розщеплення FURIN, який відповідає за значне збільшення трансмісивності, значною мірою переважує будь-які несприятливі імунні відповіді В-лімфоцитів, спричинені генетичними послідовностями, які це кодують.
Іншим джерелом припущень є сама наявність місця розщеплення FURIN. Воно відсутнє у найближчих відомих родичів SARS-CoV-2 (але присутній в інших бетакоронавірусах, наприклад BtHpCoV-ZJ13). Ця аномалія, швидше за все, є результатом рекомбінації, і не викликає подиву, оскільки генетична лінія цих вірусів не була належним чином досліджена, або секвенована. Це звичайне явище серед інших коронавірусів (включаючи MERS-CoV, HCoV-OC43, HCoV-HKU1, і з'являється майже ідентичним чином у HKU9-1), ділянці передують короткі паліндромні послідовності, що вказують на природні рекомбінації, спричинені простими еволюційними механізмами. Крім того, неоптимальна конфігурація та погане націлювання на ділянку розщеплення для людей або мишей у порівнянні з відомими прикладами (такими як HCoV-OC43 або HCoV-HKU1), разом із складною та обтяжливою молекулярною біологією, яка вимагала б це, не узгоджується з тим, чого можна очікувати від створеного вірусу.
Проєкт DEFUSE був відхиленою грантовою заявкою DARPA, в якому пропонувалося взяти зразки коронавірусів кажанів з різних місць Китаю. Документ про відхилену пропозицію був опублікований у пресі DRASTIC у вересні 2021 року. Співрозслідувачі відхиленої пропозиції включали Пітера Дашака з EcoHealth Alliance, Ральфа Баріка з Університету Північної Кароліни, Ліньфа Вана з медичної школи в Сінгапурі та Ши Чженлі з Уханьського інституту вірусології. Грантоотримувачі запропонували оцінити здатність вірусів кажанів інфікувати клітини людини в лабораторії за допомогою химерних коронавірусів, які були мутовані в різних місцях, і створити вакцини на основі білка шиповидних відростків вірусу (а не цілого вірусу), яка буде введена кажанам у дикій природі, щоб зменшити ймовірність майбутніх спалахів серед людей. Одна із запропонованих змін полягала в тому, щоб модифікувати коронавіруси кажанів, щоб вставити сайт розщеплення для протеази FURIN на з'єднанні S1/S2 білка шиповидних відростків (S) вірусу. Немає доказів того, що будь-які генетичні маніпуляції або зворотна генетика (техніка, необхідна для створення химерних вірусів) пов'язаних із SARS коронавірусів кажанів коли-небудь проводилися в уханьському інституті. Усі наявні докази вказують на те, що сайт розщеплення FURIN SARS-CoV-2 є результатом природної еволюції.

#### Точка зору політиків і влади
Ситуація знову розпалила дискусію щодо експериментів з посилення функції, хоча інтенсивна політична риторика навколо цього питання загрожувала залишити серйозне дослідження щодо політики в цій сфері. Дослідники стверджують, що політизація дебатів ускладнює процес, і що слова часто перекручуються, щоб стати «кормом для теорій змови». Ідея експерименту, проведеного в 2015 році з коронавірусами, схожими на SARS, які є джерелом пандемії, була повідомлена в британських таблоїдах на початку пандемії. Вірусолог Анджела Расмуссен писала, що це малоймовірно через інтенсивну перевірку та державний нагляд, якому підлягають дослідження щодо посилення функцій, і що малоймовірно, щоб дослідження коронавірусів, які важко отримати, могли відбуватися поза увагою спостерігачів.
Сенатор від штату Кентуккі Ренд Пол заявив, що Національний інститут охорони здоров'я США фінансував дослідження посилення функції в Ухані, звинувативши дослідників, зокрема епідеміолога Ральфа Баріка, у створенні «супервірусів». І Фаучі, і директор Національного інституту охорони здоров'я Френсіс Коллінз заперечували, що уряд США підтримує такі дослідження. Барік також відкинув звинувачення Пола, заявивши, що дослідження його лабораторії міжвидової передачі коронавірусів кажанів не кваліфікуються як посилення функції. У той час як у дослідженні химерних коронавірусів кажанів у 2017 році Уханьський інститут вірусології назвав Національний інститут охорони здоров'я спонсором, фінансування Національного інституту охорони здоров'я стосувалося лише збору зразків. Видання Washington Post прокоментувало, що «фінансування „EcoHealth“ було пов'язане не з експериментами, а зі збором зразків», і що «заяви про дослідження Баріка здаються надмірними». У жовтні 2021 року речник Національного інституту охорони здоров'я визнав, що EcoHealth Alliance надав нові дані, які демонструють, що в експерименті на мишах коронавірус спричинив більшу втрату ваги, ніж очікувалося. Це було описано як несподіваний наслідок дослідження, а не його передбачуваний результат або компонент початкової пропозиції щодо фінансування. Важливо, що речник Національного інституту охорони здоров'я сказав, що цей висновок було надано в останньому звіті про прогрес і не було доступним до попередніх заяв про експерименти в Уханському інституті охорони здоров'я.
У серпневому проміжному звіті від серпня 2021 року, автором якого є представники меншості республіканських членів комітету у закордонних справах Палати представників США, сказано, що лабораторне походження вірусу SARS-CoV-2 є більш імовірним, ніж природне. У цьому звіті стверджувалося, що SARS-CoV-2 з'явився у людей в результаті дослідження посилення функції вірусу RaTG13, зібраного в печері в провінції Юньнань у 2012 році, який згодом був випадково вивільнений орієнтовно до 12 вересня 2019 року, коли база даних Уханського інституту вірусології зникла з мережі. Звіт за серпень 2021 року в основному спирається на наявні публічні дані в поєднанні з внутрішніми документами КПК до та під час перших днів пандемії. Проміжний звіт було опубліковано одночасно зі спільним розслідуванням «ProPublica» та «Vanity Fair». Відразу після публікації звіт був різко розкритикований експертами з дипломатії та китайської мови за неправильний переклад та неправильне тлумачення китайських документів. Бактеріолог і прихильник теорії витоку з лабораторії Річард Ебрайт розкритикував звіт за збір вже існуючих і раніше досліджених доказів як нової інформації. Біолог-еволюціоніст Майкл Воробей прокоментував, що документ виглядає або як «цинічна спроба отримати голоси республіканців» на проміжних виборах у листопаді 2022 року, або як «купка співробітників, які не мають здібностей зрозуміти науку, які натрапили на купа дезінформації та сповнених дезінформації твітів». Вірусолог Анжела Расмуссен описала звіт як «незручне використання грошей і ресурсів платників податків». Остаточна версія звіту була опублікована 18 квітня 2023 року. Остаточна версія підтвердила проміжну позицію про те, що пандемія почалася внаслідок лабораторного інциденту восени 2019 року, на основі того, що комісія назвала «переважанням непрямих доказів».

#### Розвідувальні органи
У США кілька розвідувальних агенцій оцінили ймовірність витоку лабораторних даних щодо SARS-CoV-2. Такі оцінки не є еквівалентами наукової діяльності, але зважують правдивість джерел як основу для складання розвідувального звіту.
У звіті за серпень 2021 року, зробленому на прохання президента Байдена, було оцінено, що уряд Китаю не знав наперед про спалах COVID-19. Загалом у звіті немає переконливих висновків щодо походження вірусу. З 8 зібраних команд 4 (і Національна рада розвідки) були схильні, з низькою впевненістю, підтримувати зоонозне походження, 3 не змогли дійти висновку, а одна (ФБР) з помірною впевненістю підтримала витік вірусу з лабораторії. Британські спецслужби вважають «можливим», що епідемія почалася з витоку з китайської лабораторії.
У лютому 2023 року газета «The Wall Street Journal» повідомила, що міністерство енергетики США на основі нових даних розвідки змінило свою точку зору з «невизначеної» на «низьку впевненість», що пандемія виникла внаслідок витоку вірусу з лабораторії. У розвідувальному співтоваристві «низький рівень довіри» означає, що інформація надходить із джерел низької якості або інших ненадійних джерел. Після цих звітів директор ФБР Крістофер Рей повторив оцінку бюро, заявивши, що уряд Китаю робить усе можливе, щоб перешкодити будь-якому розслідуванню. Радник Білого дому з національної безпеки Джейк Салліван відповів на звіт, сказавши, що «деякі елементи розвідувального співтовариства дійшли одних висновків, деякі інших. Деякі з них сказали, що їм просто недостатньо інформація для достовірності», і все ще «немає остаточної відповіді» на питання про походження пандемії. Переоцінка відновила політичні дебати навколо цього питання в США.
У червні 2023 року офіс директора національної розвідки розсекретив свій звіт про походження вірусу відповідно до Акту Конгресу, який зобов'язує його зробити це. У звіті зазначено, що хоча теорію витоку з лабораторії не можна виключити, загальна оцінка Національної ради з розвідки та більшості джерел (з низькою достовірністю) полягає в тому, що пандемія, швидше за все, почалася як зооноз. Не було знайдено доказів того, що SARS-CoV-2 або вірус-попередник існували в лабораторії, і не було жодних доказів будь-якого інциденту з біобезпекою. Прихильники гіпотези витоку з лабораторії відреагували, звинувативши агентства у змові з китайцями або в некомпетентності. Висвітлюючи історію для «Sydney Morning Herald», її науковий репортер Ліам Меннікс написав, що доповідь США поклала кінець справі про витік інформації з лабораторії, і що вона закінчилася «не вибухом, а скиглінням».

### Теорії з точки зору генної інженерії
Найперша відома зареєстрована згадка про будь-який тип теорії витоку з лабораторії з'явилася у вигляді твіту, опублікованого 5 січня 2020 року від користувача з Гонконгу на ім'я @GarboHK, який натякнув, що китайський уряд створив новий вірус і навмисно його випустив. Пізніше подібні ідеї були формалізовані в препринті, опублікованому на BioRxiv 31 січня 2020 року, дослідниками з Індійського технологічного інституту, які стверджували, що виявили подібність між геномом нового коронавірусу та ВІЛ. Стаття була швидко відкликана через порушення в «технічному підході та… інтерпретації результатів» дослідників". Ці погляди особливо просував Люк Монтаньє, суперечливий французький вірусолог і лауреат Нобелівської премії, який стверджував, що SARS-CoV-2 міг бути створений під час досліджень вакцини проти ВІЛ/СНІДу. Біоінформаційний аналіз показує, що загальні послідовності короткі, що їх подібність недостатня для того, щоб підтвердити гіпотезу спільного походження, і що ідентифіковані послідовності були незалежними вставками, які відбувалися в різні моменти під час еволюції коронавірусів. Пізніше такі заяви були оприлюднені декількома активістами проти вакцинації, такими як Джуді Міковіц і Джеймс Лайонс-Вейлер, які стверджували, що SARS-CoV-2 був створений у лабораторії, а Міковіц пішов далі, та заявив, що вірус був створений навмисно та навмисно випущений. Аналіз Вейлера, де він стверджував, що довга послідовність у середині білка шиповидних відростків вірусу не була виявлена в інших коронавірусах і є доказом лабораторної рекомбінації, був відхилений вченими, які виявили, що таку послідовність також було виявлено в багатьох інших коронавірусах, що свідчить про те, що вона «широко поширений» у природі.
Китайська дослідниця Янь Лімен була першим прихильником проведеної з певною метою генної інженерії, опублікувавши навесні 2020 року широко критиковані препринти на користь теорії витоку з лабораторії. Після того, як вона опублікувала свої препринти, деякі політичні діячі (зокрема Стівен Беннон і Гуо Венгуй) улітку 2020 року організували їй втечу до США, щоб взяти участь у турі з виступами для правих засобів масової інформації для відволікання уваги від того, як адміністрація Трампа бореться з епідемією COVID-19. Згідно слів науковими рецензентами з Центру охорони здоров'я Джонса Гопкінса, в статті Янь опубліковано «суперечливу та неточну інформацію, яка не підтверджує їхні аргументи», тоді як рецензенти з «Rapid Reviews: COVID-19» видавництва MIT Press критикували її препринти за те, що в них не показано «достатніх наукових доказів на підтримку [їх] тверджень».
У вересні 2022 року комісія журналу «Lancet» опублікувала широку доповідь про пандемію, включаючи коментарі щодо походження вірусу під керівництвом голови групи, економіста Джеффрі Сакса. У доповіді припускається, що вірус міг походити з американської лабораторії, ідея, яку Сакс пропагує з кінця 2020 року, зокрема в 2022 році в подкасті теоретика змови проти вакцинації Роберта Ф. Кеннеді-молодшого. Реагуючи на звіт комісії, вірусолог Анджела Расмуссен прокоментувала, що це, можливо, був «один із найганебніших моментів для журналу щодо його ролі керівника та лідера в оприлюдненні важливих висновків про науку та медицину». Вірусолог Девід Робертсон сказав, що посилання на участь американської лабораторії є «дикими припущеннями» і що «справді прикро бачити таку потенційно впливову доповідь, який сприяє подальшій дезінформації щодо такої важливої теми».

### Навмисне вивільнення
Історик науки Наомі Орескес сказала, що вона не знає жодного надійного вченого, який підтримує точку зору, що вірус був випущений навмисно, тоді як версія про те, що вірус міг вийти з лабораторії випадково, більш правдоподібна.
У США сенатор Марша Блекберн запропонувала законопроєкт, який дозволить людям подавати позови проти Китаю за використання «біологічної зброї», заявивши, що «Китай має 5000-річну історію шахрайства та крадіжки. Деякі речі ніколи не зміняться».

### Продовження в 2022 році
У червні 2022 року ВООЗ оприлюднила доповідь, в якій виступає за додаткове розслідування теорії витоку з лабораторії. У відповідь на доповідь речник МЗС Китаю Чжао Ліцзянь назвав теорію витоку з лабораторії «брехнею, вигаданою антикитайськими силами в політичних цілях, яка не має нічого спільного з наукою».
У липні 2022 року в журналі «Science» з'явилися дві статті, в яких аналізуються всі наявні епідеміологічні та генетичні докази найперших відомих випадків в Ухані. На основі двох різних аналізів автори обох робіт дійшли висновку, що спалах почався на оптовому ринку морепродуктів Хуанань, і не був пов'язаний з жодною лабораторією. Третій рукопис (препринт) був з дослідженнями зразків РНК, взяті безпосередньо з ринку навесні 2020 року, і показав виявлену РНК SARS-CoV-2 у зразках навколишнього середовища, зібраних із стійл для тварин і стічних колодязів на ринку. Виявлена РНК була дуже схожа на РНК вірусів, які інфікували пацієнтів на початку спалаху, які захворіли після того, як були присутні на ринку. Жодного вірусу не було виявлено в зразках, узятих безпосередньо від тварин на ринку. Вірусолог Сіднейського університету та співавтор обох публікацій Едвард С. Холмс прокоментував, що «теорія витоку з лабораторії прозвучала як сирена» та «Немає електронних листів. Немає жодних наукових доказів. Немає абсолютно нічого».

## Політична, академічна та медійна зацікавленість
Перші повідомлення засобів масової інформації, які припускають витік SARS-CoV-2 із лабораторії, з'явилися в Daily Mail і The Washington Times наприкінці січня 2020 року.. В інтерв'ю журналу Science від 31 січня 2020 року професор Річард Ебрайт сказав, що існує ймовірність того, що SARS-CoV-2 потрапив до людини внаслідок аварії в лабораторії в Ухані, і що всі дані про послідовність генома та властивості вірусу «відповідають проникненню в популяцію людей як природним шляхом, так і внаслідок лабораторного викиду». У повідомленні від Caixin  від 5 лютого 2021 року ці дані описані як чутки, що походять з двох джерел: препринтна стаття індійського вченого, опублікована на bioRxiv, яку пізніше було відкликано, і повідомлення BBC China. 8 лютого 2023 року виконуючий обов'язки директора Національного інституту охорони здоров'я США свідчив перед очолюваним республіканцями комітетом Палати представників, що віруси, які досліджувалися в лабораторії Уханьського інституту вірусології, «не мають стосунку» до SARS-CoV- 2 і що припущення про еквівалентність було б схожим на «слова, що людина еквівалентна корові». У липні 2021 року опитування Harvard — Politico показало, що 52 відсотки американців вважають, що COVID-19 походить від лабораторного витоку, тоді як 28 відсотків вважають, що COVID-19 походить від інфікованої тварини в природі.
На початку 2021 року після відновлення обговорення в засобах масової інформації знову розгорілись дебати шодо цієї гіпотези. Поновлення інтересу було викликано двома подіями. По-перше, у статті, опублікованій у травні в «The Wall Street Journal», повідомлялося, що в листопаді 2019 року працівники лабораторії Уханьського інституту вірусології захворіли на хворобу, симптоми якої були схожі на COVID-19. Повідомлення ґрунтувалося на неофіційних брифінгах з представниками розвідки. Ці випадки передували офіційним звітам уряду Китаю, в яких говорилося, що перші відомі випадки були в грудні 2019 року, хоча неопубліковані урядові дані свідчать про те, що перші випадки були виявлені в середині листопада. «The Guardian» заявила, що ця стаття мало підтвердила, з точки зору хороших, якісних доказів, можливість витоку з лабораторії; у розсекреченому звіті Національної ради розвідки також говориться, що той факт, що працівники лабораторії були госпіталізовані, не пов'язаний із походженням спалаху. По-друге, було показано, що Пітер Дашак, головний організатор заяви в The Lancet у лютому 2020 року, не розкрив своїх зв'язків з Уханьським інститутом вірусології. Пізніше «The Lancet» опублікував доповнення, в якому Дашак описав свою попередню співпрацю з китайськими дослідниками.
Після публікації доповіді, підготовленої ВООЗ, політики, ведучі ток-шоу, журналісти та деякі вчені зробили заяви, що SARS-CoV-2 міг походити з Уханьського інституту вірусології. Група DRASTIC також зробила внесок у їх просування, зокрема через Twitter. У липні 2021 року опитування Гарвардського університету і Politico показало, що 52 % американців вважали, що COVID-19 виник внаслідок лабораторного витоку, тоді як 28 % вважали, що COVID-19 походить від інфікованої тварини в природі. До березня 2023 року відсоток американців, які вірять у лабораторне походження, подвоївся (з 30 % до 60 %) порівняно з 3 роками тому, а відсоток американців, які вірять у природне походження, зменшився вдвічі (з 40 % до 20 %).
Науковий педагог Геслі Мачадо Сілва описує ідею китайського вірусу як частину «хрестового походу в соціальній мережі» з ксенофобією, схожого на надуманий сценарій фільму, який, тим не менш, зібрав багато мільйонів прихильників в Інтернеті. Сілва закликає пандемію стати часом для людства, щоб стати «кращим, а не можливістю розпалювати ненависть».
Після травня 2021 року деякі засоби масової інформації пом'якшили попередні формулювання, які описували теорію лабораторного витоку як «розвінчану» або «теорію змови». Однак переважаючою науковою точкою зору залишається те, що хоча випадковий витік і можливий, проте малоймовірний.

### Китайсько-американські відносини
Походження COVID-19 стало джерелом суперечок у відносинах між Китаєм і США. Теорія витоку з лабораторії була оприлюднена на початку 2020 року політиками та засобами масової інформації Сполучених Штатів, зокрема президентом США Дональдом Трампом, іншими відомими республіканцями та консервативними засобами масової інформації (такими як експерт Fox News Такер Карлсон і колишній видавець Breitbart News і головний стратег Білого дому Стівен Беннон). Трамп також назвав вірус «грипом кунг», і його адміністрація також висловила намір запровадити санкції проти Китаю. У квітні 2020 року Трамп заявив, що має докази теорії витоку з лабораторії, але відмовився надати їх на запит. У той час засоби масової інформації не робили різниці між випадковим витоком природного вірусу в лабораторії та теоріями змови про походження біологічної зброї. У онлайн-дискусіях різні теорії, включно з теорією витоку з лабораторії, були об'єднані, щоб сформувати більш масштабні безпідставні теорії змови. У травні 2020 року ведучий «Fox News» Такер Карлсон звинуватив Ентоні Фаучі в тому, що він «фінансував створення COVID» через експерименти з посилення функції в Уханьському інституті вірусології. Посилаючись на есе наукового письменника Ніколаса Вейда, Карлсон стверджував, що Фаучі керував дослідженнями, щоб зробити віруси кажанів більш заразними для людей. Facebook прийняв політику видалення обговорення теорії лабораторного витоку як дезінформації; соцмережа скасувала цю заборону через рік, у травні 2021 року.
У повідомленні BBC China зазначено, що 14 лютого 2020 року керівник Китаю Сі Цзіньпін запропонував включити біобезпеку в закон; наступного дня були введені нові заходи щодо «посилення нагляду за лабораторіями», особливо тими, що працюють з вірусами. У квітні 2020 року «The Guardian» повідомила, що Китай вжив заходів для жорсткого регулювання внутрішніх досліджень джерела спалаху, намагаючись контролювати наратив навколо його походження та сприяти припущенням, що епідемія розпочалася за межами країни. У травні 2020 року державні засоби масової інформації Китаю оприлюднили заяви вчених, які заперечують твердження про те, що ринок морепродуктів та інститут вірусології були можливими місцями походження, включаючи коментарі директора Китайського центру контролю та профілактики захворювань Гао Фу.
У Сполучених Штатах антикитайська дезінформація поширювалася в соціальних мережах, включаючи безпідставні заяви про біологічну зброю, підживлювала агресивну риторику щодо людей азійського походження та залякування вчених. Деякі вчені хвилювалися, що їхні слова будуть неправильно витлумачені та використані для підтримки расистської риторики. У листі, опублікованому в Science, низка вчених, у тому числі Ральф Барік, стверджували, що гіпотеза випадкового лабораторного витоку не була достатньо досліджена та залишається ймовірною, та вимагає більшої ясності та додаткових даних. Їх лист був розкритикований деякими вірусологами та експертами з охорони здоров'я, які заявили, що «ворожий» і «розділяючий» фокус на уханьський інститут не підтверджується доказами, і може навпаки змусити китайських вчених і владу ділитися даними не більше, а менше.
Низка членів китайського уряду висунули теорію протидії змові, стверджуючи, що SARS-CoV-2 виник на військовій базі США у Форт-Детріку. Ця теорія мало підтримується. Вважається, що вимоги Китаю розслідувати можливе виникнення пандемії з американських лабораторій відволікають увагу від Уханя.

### Ефект замороження
За словами Пола Текера (що пише для «British Medical Journal»), деякі вчені та репортери заявили, що "об'єктивний розгляд походження COVID-19 пішов не так на початку пандемії, оскільки дослідники, яким було надано фінансування для вивчення вірусів із пандемічним потенціалом, запустили кампанію, яка позначала гіпотезу витоку з лабораторії як «теорію змови». У лютому 2020 року в журналі «The Lancet» було опубліковано лист, авторами якого є 27 вчених, зокрема Пітер Дашак, який описав деякі ідеї про альтернативне походження вірусу як «теорії змови». Філіппа Ленцос сказала, що в результаті деякі вчені «зімкнули ряди», побоюючись за свою кар'єру та гранти. Джеймі Метцл розкритикував цей лист за «наукову пропаганду та хуліганство», а Кетрін Ебан — як «ефект замороження» для наукових досліджень та наукового співтовариства, натякаючи, що вчені, які «підтримують теорію витоку з лабораторії… виконують роботу теоретиків змови».
На початку 2020 року низка вчених, зокрема Джеремі Фаррар, Крістіан Андерсен і Роберт Гаррі, надіслали електронні листи Ентоні Фаучі із запитаннями щодо теорії витоку з лабораторії та підозрами, що деякі факти її підтверджують. На той час директор Національного інституту охорони здоров'я Френсіс Коллінз був стурбований тим, що обговорення такої можливості може зашкодити «міжнародній гармонії». Після відкриття подібних вірусів у природі, додаткових досліджень геному та наявності більшої кількості геномних послідовностей з перших днів пандемії ці вчені публічно заявили, що підтримують зоонозну теорію як найбільш імовірне пояснення.
Деякі журналісти та вчені заявили, що вони відхиляли або уникали обговорення теорії витоку з лабораторії протягом першого року пандемії внаслідок поляризації після прийняття Дональдом Трампом теорії витоку з лабораторії. Голова Ради керуючих Американської академії мікробіології Артуро Касаделл сказав, що він (як і багато інших) раніше недооцінював гіпотезу витоку з лабораторії «головним чином тому, що тоді [на початку пандемії] була заснована на ідеї навмисно створеного вірусу». Однак у травні 2021 року це було «давнім занепокоєнням» у наукових колах, і він відчув «більшу відкритість» до цього.
До осені 2022 року більшість вчених були переконані, спираючись на наявні докази, що пандемія, швидше за все, почалася внаслідок природного зоонозу. Вважається, що найбільш вірогідним природним резервуаром є кажани з можливим проміжним хазяїном (наприклад, пальмові цивети, норки, або панголіни), перш ніж перейти на людину. У березні 2023 року Джеймс Елвайн та його колеги стверджували, що продовження формулювання гіпотези лабораторного витоку такої ж вірогідної, як і природного поширення, спричинило неправильне спрямування наукових зусиль, що могло поставити під загрозу прогрес у підготовці до майбутніх пандемій.